# Fülöp Tibor (kovács)
Fülöp Tibor (Bódvarákó, 1942. –) magyar kovács, Mesterremek-díjas népi iparművész.
Kazincbarcikán alkotó kovács. Díjazott kovácsoltvas munkái, használati- és dísztárgyai, berendezései, kisplasztikái, műtárgyai mellett műhelyrajzai is művészi kivitelezésűek.

## Élete
A kovács szakmát 1962-ben szerezte meg, mester édesapja volt. Az Izsó Miklós Képzőművészeti Kör-ben tanult rajzolni, amelynek később tagjává is vált. A művészi kovácsolást szakkönyvekből önképzéssel sajátította el. 1981-től vesz részt kiállításokon. Rendszeresen részt vesz a Magyarországi és Európa Kovácstalálkozókon. Kedvelt témái az egyházművészet mellett a címerkészítés. Munkái között megtaláljuk Vadna, Bódvarákó és Kazincbarcika címerét. Munkáit rendszeresen zsűrizteti. 

## Munkássága
- 1983. I. Országos Népművészeti és Iparművészeti Kiállítás - Aranykorong díj - I. helyezés
- 1985. II. Országos Népi Kismesterségek Művészete pályázat II. helyezés
- 1992. Magyarországi és Európa Kovácstalálkozó - Közönségdíj
- 1995. Magyarországi és Európa Kovácstalálkozó - I. díj
- 1997. Magyarországi és Európa Kovácstalálkozó - I. díj
- Népi Szobrászat 2000 Országos pályázat - III. helyezés
- 2000. Magyarországi és Európa Kovácstalálkozó - Zsűri különdíja
- 2001. Magyarországi és Európa Kovácstalálkozó - II. díj
- 2003. VIII. Országos Kovácsművészeti Mesterremek pályázat - "Mesterremek" díj
- A Népi Iparművész
- 2015. BarcikArt díj[1]

## Kiállításai
- 2008. Izsó Miklós Képzőművészeti Kör Jubileumi Kiállítás Kazincbarcika[2]
- 2012. Tűzzel-vassal: jubileumi tárlat Kazincbarcikán[3]
- 2014. Irinyi Galéria
- 2015. Ősi fémek, mai formák című kiállítása - Kazincbarcikai Kisgaléria

## Egyéb
- 1994. december 13-án avatták fel Sajókazincon a református templom kertjében az Egressy Béni tiszteletére készült emlékművet, amelyet Mezey István tervezett és Szabó Sándor készített el. Az oszlopon látható líra Fülöp Tibor munkája.[4]
- Munkája az edelényi 1956-os emlékmű.